# Colegiul Noua Europă
Colegiul Noua Europă București (NEC) este un institut independent român de studii avansate în științele umaniste și sociale înființat în 1994 de Andrei Pleșu, alături de arhitecta Marina Hasnaș și criticul de artă Anca Oroveanu. A luat ființă în 1994.